# João Ribeiro (Schriftsteller)

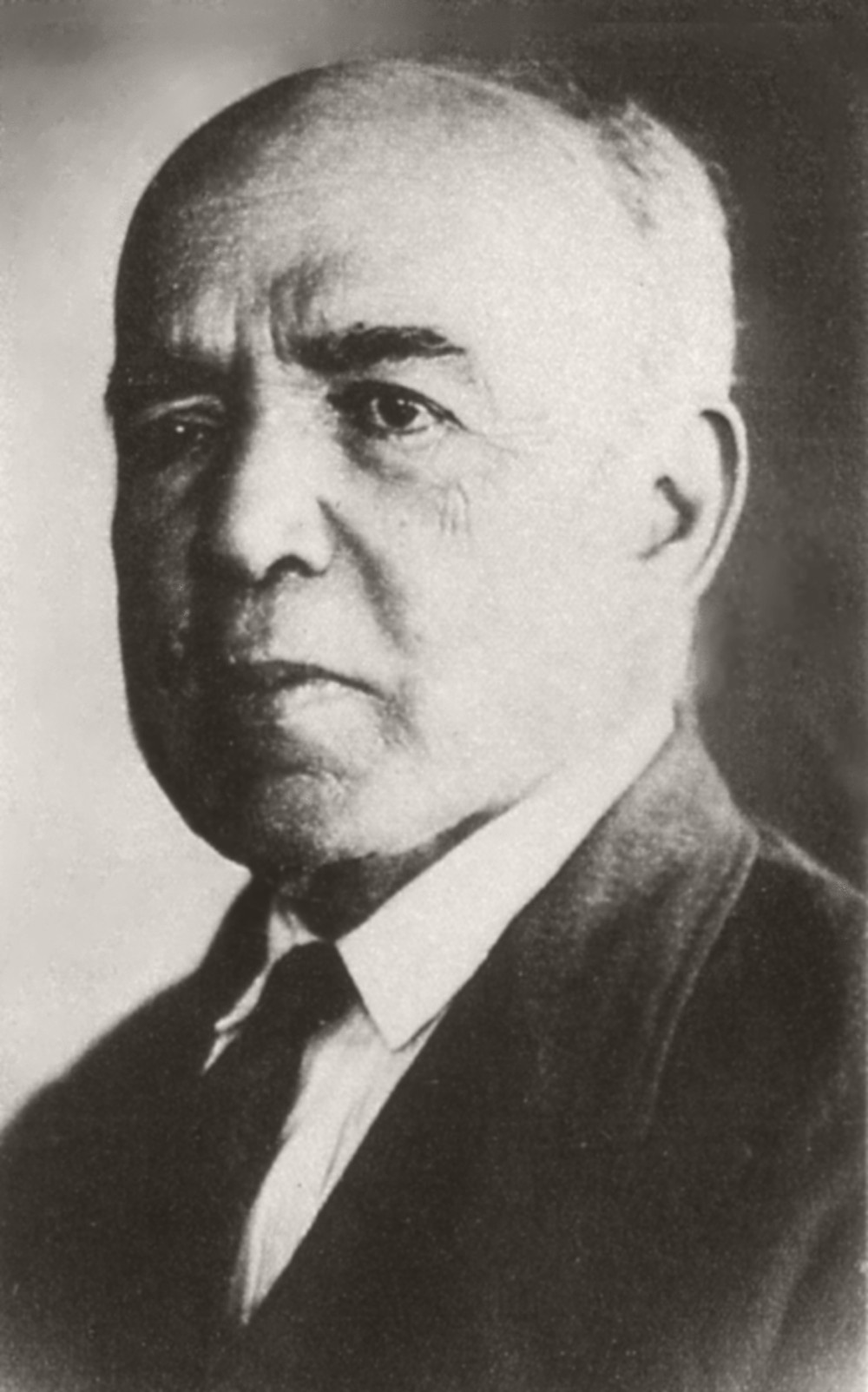
João Ribeiro, etwa 1900.

 João Batista Ribeiro de Andrade Fernandes (* 24. Juni 1860 in Laranjeiras, Sergipe; † 13. April 1934 in Rio de Janeiro) war ein brasilianischer Schriftsteller und Maler. 
Da Ribeiros Vater schon früh starb, wuchs er in der wohlhabenden Familie seines Großvaters auf. Er studierte Medizin an der Universität von Salvador da Bahia, brach dieses Studium aber ab und wechselte zu Ingenieurwissenschaften an die Universität nach Rio de Janeiro. Dort änderte er dann nochmal sein Studienfach. Er begann Rechtswissenschaften zu studieren und konnte sein Studium 1894 auch erfolgreich abschließen. 
Bereits während dieser Zeit arbeitete Ribeiro als Sekretär an der Nationalbibliothek seines Landes. Im Frühjahr 1895 unternahm er eine längere Studienreise nach Europa. Die wichtigsten Aufenthalte dieser Reise waren für Ribeiro Paris, Rom und Berlin. Er kehrte im Frühjahr des darauffolgenden Jahres nach Brasilien zurück. Während dieser Reise entdeckte Ribeiro die Malerei für sich. Anfangs nur ein Zeitvertreib, fand sie dann 1900 in einer beachtenswerten Ausstellung in Rio de Janeiro ihren Höhepunkt. 
Als freier Mitarbeiter schrieb Ribeiro für verschiedene Zeitungen und Zeitschriften Brasiliens und Portugals; u. a. für „Imparcial“ und „Jornal“. Der Schwerpunkt seiner Veröffentlichungen lagen fast ausschließlich bei Themen der Literatur und der Kunst. 
Als Nachfolger des verstorbenen Luís Caetano Pereira Guimarães wurde Ribeiro 1898 in die Academia Brasileira de Letras aufgenommen. 

## Werke (Auswahl)
Lyrik
- Avena e Cítara. 1890.
- Versos. 1890.
- Tenebrosa Lux. 1881.
- Versos. 1890.

Sachbücher
- História do Brasil, 1901.
- Autores de Fiçcão. 1919.

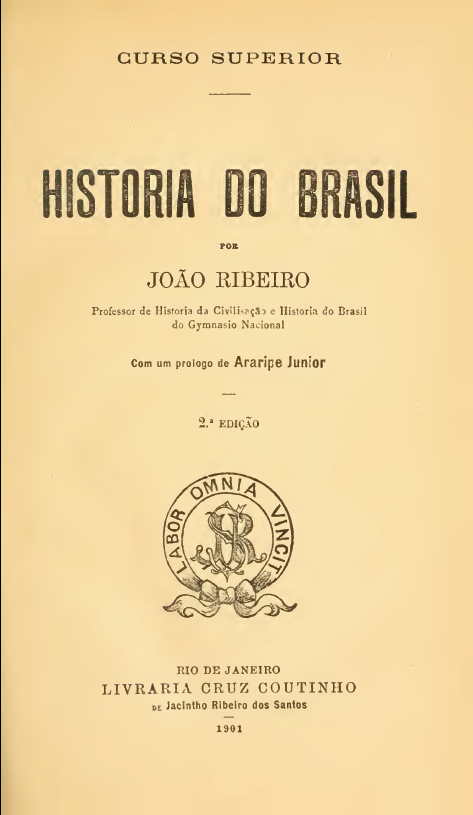
Titelblatt seiner História do Brasil, 1901.

- Clássicos e Românticos Brasileires. 1932.
- Crítica os modernos. 1930.
- Curiosidades Verbais. 1927.
- Dicinário gramatical. 1889.
- Frases Freitas. 1908.
- Páginas de Estética. 1905.
- Poetas Parnasianismo e simbolismo. 1927.
- A língua nacional. 1933.